# 楽しいトレインシリーズ
楽しいトレインシリーズ（たのしいトレインシリーズ）は、タミヤが発売している動力付き自動車模型の一種である。
またダンガンレーサーとシャーシと規格を共有している。

## 概説
車体は実在する鉄道車両を模している。動力は単三型乾電池2本でFA-130サイズのモーター1個を動かし、ギヤの組み合わせにより、後輪を駆動する。非駆動式の前輪は「スキッドホイール」と呼ばれる球体型の車輪となっている。
組み立てには最低限ニッパーとドライバーが必要。またミニ四駆などと同じように接着剤を使わないスナップフィットキットとなっている。
またダンガンレーサーと同じように断面がハーフパイプ状になっている専用コースを用い、複数台同時走行にてレースを楽しむことが可能となっている。